# مقاطعة أبو موسى
 مقاطعة أبوموسی (بالفارسية: شهرستان أبوموسی) هي إحدى مقاطعات في محافظة هرمزغان في جنوب إيران. مركز مقاطعة أبوموسی هو مدينة جزيرة أبو موسى التي احتلتها إيران من الإمارات عام 1971. وهي تتبع ل إمارة الشارقة في دولة الإمارات العربية المتحدة، احتلتها إيران .